# Diecezja Santa Marta
Diecezja Santa Marta (łac. Dioecesis Sanctae Marthae, hisz. Diócesis de Santa Marta) – rzymskokatolicka diecezja ze stolicą w Santa Marta, w Kolumbii. Najstarsza kolumbijska diecezja. Biskupi Santa Marta są sufraganami arcybiskupów Barranquilla.
Na terenie diecezji pracuje 12 zakonników i 70 sióstr zakonnych.

## Historia
Santa Marta jest najstarszym miastem w Kolumbii. Założono je w 1525. 10 stycznia 1534, za pontyfikatu Klemensa VII, erygowano w tym mieście diecezję. Było to pierwsze biskupstwo na tych terenach. Do tej pory tutejsi wierni należeli do diecezji Santo Domingo (obecnie archidiecezja Santo Domingo na Dominikanie).
11 września 1562 na terenach biskupstwa erygowano diecezję Santa Fe w Nowej Grenadzie (obecnie archidiecezja Bogota), którą dwa lata później podniesiono do godności archidiecezji. Tym samym biskupstwo w Santa Marta straciło przewodnią rolę w strukturach kościelnych Nowej Grenady.
17 stycznia 1905 z wschodniej części diecezji wydzielono wikariat apostolski Goajira (obecnie nieistniejący).
26 października 1962 wyodrębniono południowy fragment diecezji erygując diecezję Ocaña.
17 stycznia 2006 na części terytorium diecezji Santa Marta powstała diecezja El Banco.

Mapa diecezji
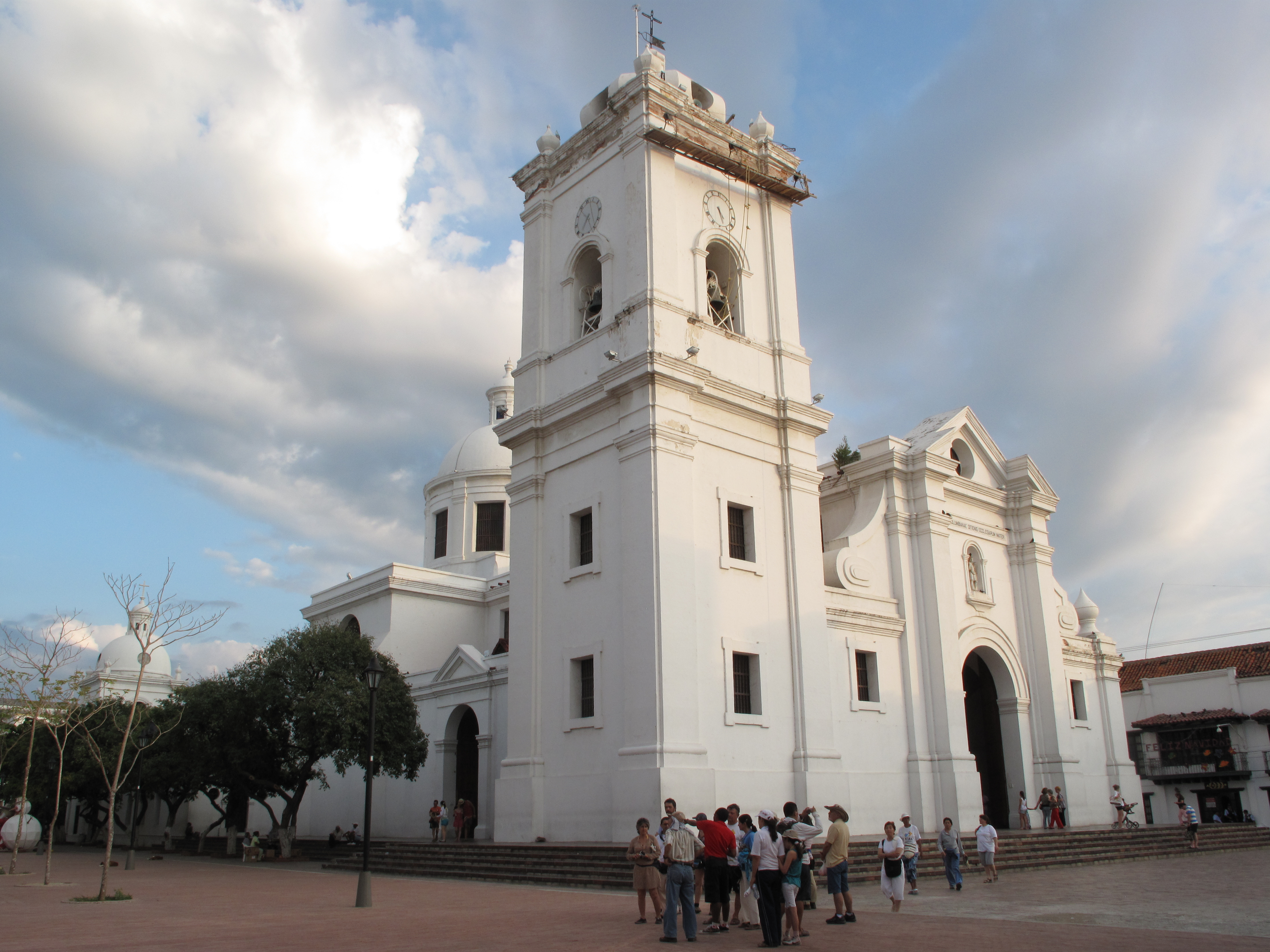
Katedra w Santa Marta

## Biskupi
- Alfonso de Tobes (1534) mianowany pośmiertnie[a]
- Juan Fernando Angulo (1536–1542)
- Martín de Calatayud (1543–1548)
- Juan de los Barrios (1552–1564) następnie mianowany biskupem Santa Fe w Nowej Grenadzie)
- Juan Méndez de Villafranca (1577–1577)
- Sebastián Ocando (1579–1619)
- Leonel de Cervantes y Caravajal (1621–1625) następnie mianowany biskupem Santiago de Cuba)
- Lucas García Miranda (1625–1629)
- Antonio Corderiña Vega (1630–1640)
- Juan de Espinoza y Orozco (1642–1651)
- Francisco de la Cruz (1658–1660)
- Francisco de la Trinidad Arrieta (1661–1663)
- Melchor de Liñán y Cisneros (1664–1668) następnie mianowany biskupem popayáńskim
- Lucas Fernández de Piedrahita (1668–1676) następnie mianowany biskupem panamskim
- Diego de Baños y Sotomayor (1677–1683) następnie mianowany biskupem Caracas, Santiago de Wenezuela
- Gregorius Jacobus Pastrana (1684–1690)
- Juan Víctores de Velasco (1694–1707) następnie mianowany biskupem Trujillo
- Ludovicus de Gayoso (1713–1713)
- Antonio Monroy y Meneses (1715–1738)
- José Ignacio Mijares Solórzano y Tobar (1740–1742)
- Juan Nieto Polo del Aguila (1743–1746) następnie mianowany biskupem Quito
- José Javier de Arauz y Rojas (1746–1753) następnie mianowany arcybiskupem Santa Fe w Nowej Grenadzie
- Nicolás Gil Martínez y Malo (1755–1763)
- Agustín Manuel Camacho y Rojas (1764–1771) następnie mianowany arcybiskupem Santa Fe w Nowej Grenadzie
- Francisco Javier Calvo (1771–1773)
- Francisco Navarro (1775–1788)
- Anselmo José de Fraga y Márquez (1790–1792)
- José Alejandro de Egües y Villamar (1792–1796)
- Diego Santamaría Cevallos (1798–1801)
- Eugenio Sesé CRSA (1801–1803)
- Miguel Sánchez Cerrudo (1804–1810)
- Manuel Redondo y Gómez (1811–1813)
- Antonio Gómez Polanco (1817–1820)
- José María Estévez (1827–1834)
- José Luis Serrano (1836 – 12 May 1852)
- Bernabé Rojas (1854–1858)
- Vicente Arbeláez Gómez (1859–1864) następnie mianowany koadiutorem arcybiskupa Santa Fe w Nowej Grenadzie
- José Romero (1864–1891)
- Rafael Celedón (1891–1902)
- Francisco Simón y Ródenas (1904–1912)
- Francisco Cristóbal Toro (1913–1917) następnie mianowany biskupem Antioquía-Jericó
- Joaquín Garcia Benitez (1917–1942) następnie mianowany arcybiskupem Medellín
- Bernardo Botero Álvarez (1944–1956) następnie mianowany arcybiskupem Nowej Pamplony
- Norberto Forero y García (1956–1971)
- Javier Naranjo Villegas (1971–1980)
- Félix María Torres Parra (1980–1987) następnie mianowany arcybiskupem Barranquilli
- Hugo Eugenio Puccini Banfi (1987–2014)
- Luis Adriano Piedrahíta Sandoval (2014–2021)
- José Mario Bacci Trespalacios CIM (2021–nadal)